# Davi, o Invencível
Davi, o Invencível (em armênio/arménio: Դավիթ Անհաղթ; romaniz.: David Anhałt), ou Davi Armênio nas fontes ocidentais, foi um filósofo armênio dos séculos V e VI. Membro da escola neoplatônica e fundador de um ramo não-religioso da filosofia armênia, influenciou gerações de filósofos até o século XVIII, bem como os pais da Igreja Apostólica Armênia que apossaram-se de seus ensinamentos para apoiar as doutrinas e ideologias cristãs ortodoxas. Foi um dos pais do curso universitário antigo.

## Biografia
Embora a tradição armênia faça dele um discípulo de Mesrobes Mastósio e do católico de todos os armênios Isaque I, o Grande (e um companheiro de Moisés de Corene), os historiadores concordam que Davi nasceu depois da morte destes estudiosos, nos anos 470, na vila de Nerguim (Nergin), na província histórica de Taraunitis. Enviado para a escola neoplatônica de Alexandria, recebeu seus ensinamentos do filósofo neoplatônico Olimpiodoro, o Jovem, tendo por sua vez se dedicado ao ensino de filosofia, a realizado de pesquisas e a escrita.
Gastou vários anos em Atenas e Constantinopla onde, por suas habilidades em lógica forense e oratória, recebeu o cognome de "o Invencível". Já em idade avançada voltou para a Grande Armênia. Lá seus ensinamentos encontraram grande oposição de alguns membros do clero e Davi refugiou-se no Mosteiro de Haguebate onde morreu no em 550 ou 560. Foi posteriormente canonizado pela Igreja Apostólica Armênia.
Davi, tal como outros neoplatônicos, em especial aqueles da escola de Alexandria, incorporou posturas não-materialistas e elementos doutrinais de sistemas filosóficos anteriores, tais como o pitagorismo, estoicismo e o peripatetismo, e tentou harmonizar o ensino do Platão e Aristóteles. Deu atenção especial para as ciências naturais (anatomia, biologia, farmacologia, patologia e éticas médicas), matemáticas, lógica aristotélica, epistemologia e, em especial, o problema dos universais.

## Obras
Davi é autor de inúmeros livros, dentre eles um grupo de escritos nos quais discute a música em perspectiva filosófica, e várias traduções do grego (Platão, Aristóteles, etc.). Fontes armênias medievais atribuem a ele a autoria de três obras: Um Elogia da Vera Cruz, Cinco Parábolas e Na Divisão. Das obras então tidas como dele, as mais importantes são:
- Definições da Filosofia
- Comentários na Isagoge de Porfírio
- Interpretação dos Analíticos de Aristóteles
- Interpretação das Categorias de Aristóteles